# Formica transkaukasica
Formica transkaukasica é uma espécie de formiga do gênero Formica, pertencente à subfamília Formicinae.